# Hohatzenheim
Hohatzenheim je občina v departmaju Bas-Rhin francoske regije Alzacija.
Leta 1990 je v občini živelo 188 oseb oz. 94 oseb/km².